# Max Kilman
Maximilian William Kilman (23 de maig de 1997) és un futbolista professional anglès que juga de defensa pel Wolverhampton Wanderers FC de la Premier League.